# إدوارد إيفرت دالي
إدوارد إيفرت دالي (بالإنجليزية: Edward Everett Dale)‏ هو بروفيسور ومؤرخ أمريكي، ولد في 1879 في كيلر في الولايات المتحدة، وتوفي في 1972 في نورمان في الولايات المتحدة.